# Zwerg-Holunder
Der Zwerg-Holunder, Zwergholunder oder Attich (Sambucus ebulus, Synonyme: zum Beispiel Viburnum ebulus und Ebulum humile) ist eine Pflanzenart aus der Gattung Holunder (Sambucus). Der Zwerg-Holunder ist eine krautige Pflanze und unterscheidet sich hierdurch von den beiden anderen in Mitteleuropa heimischen Arten der Gattung Holunder, dem Schwarzen Holunder und dem Roten Holunder, die zu den Gehölzen gehören.

## Beschreibung

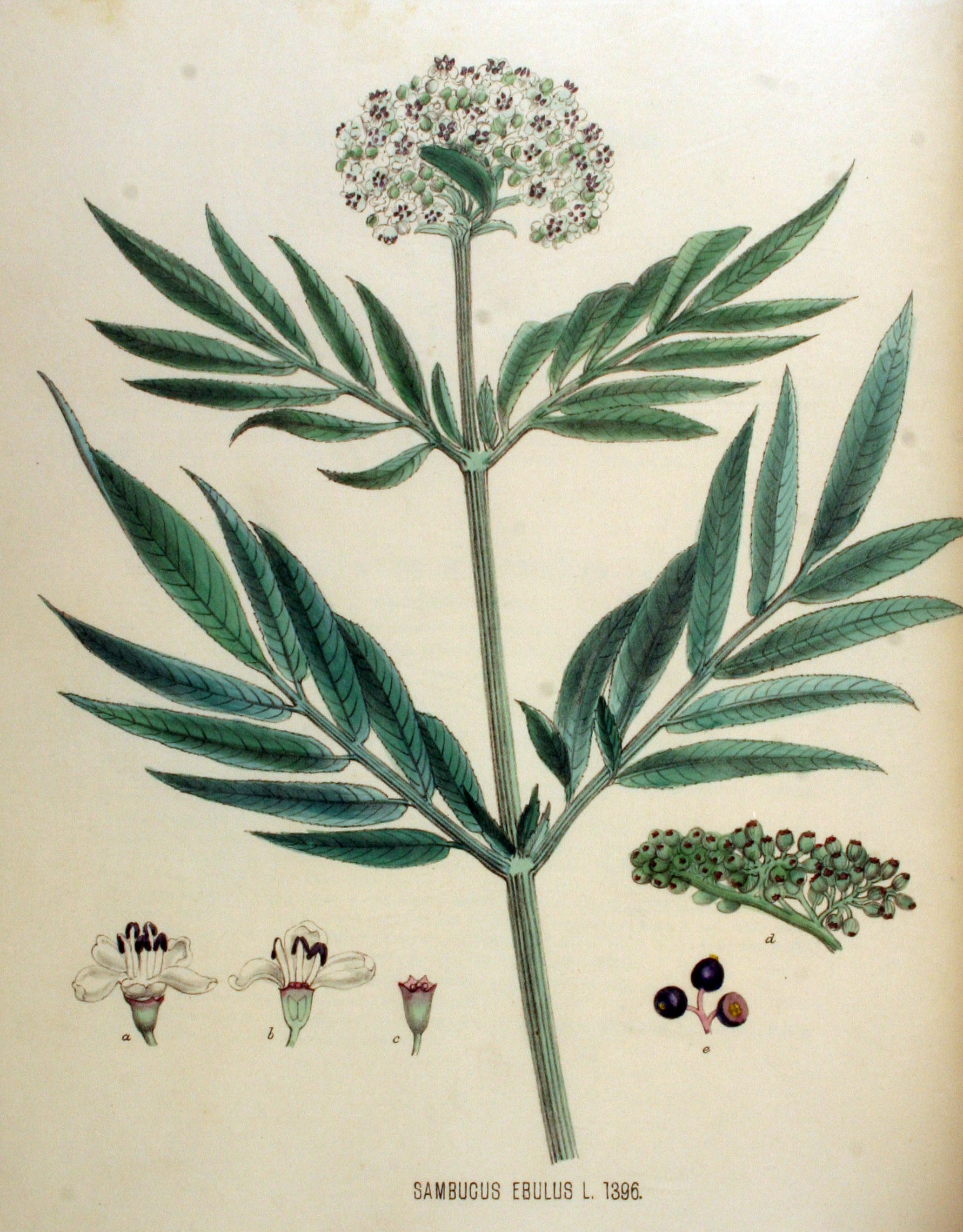
Illustration aus Flora Batava. Band 18

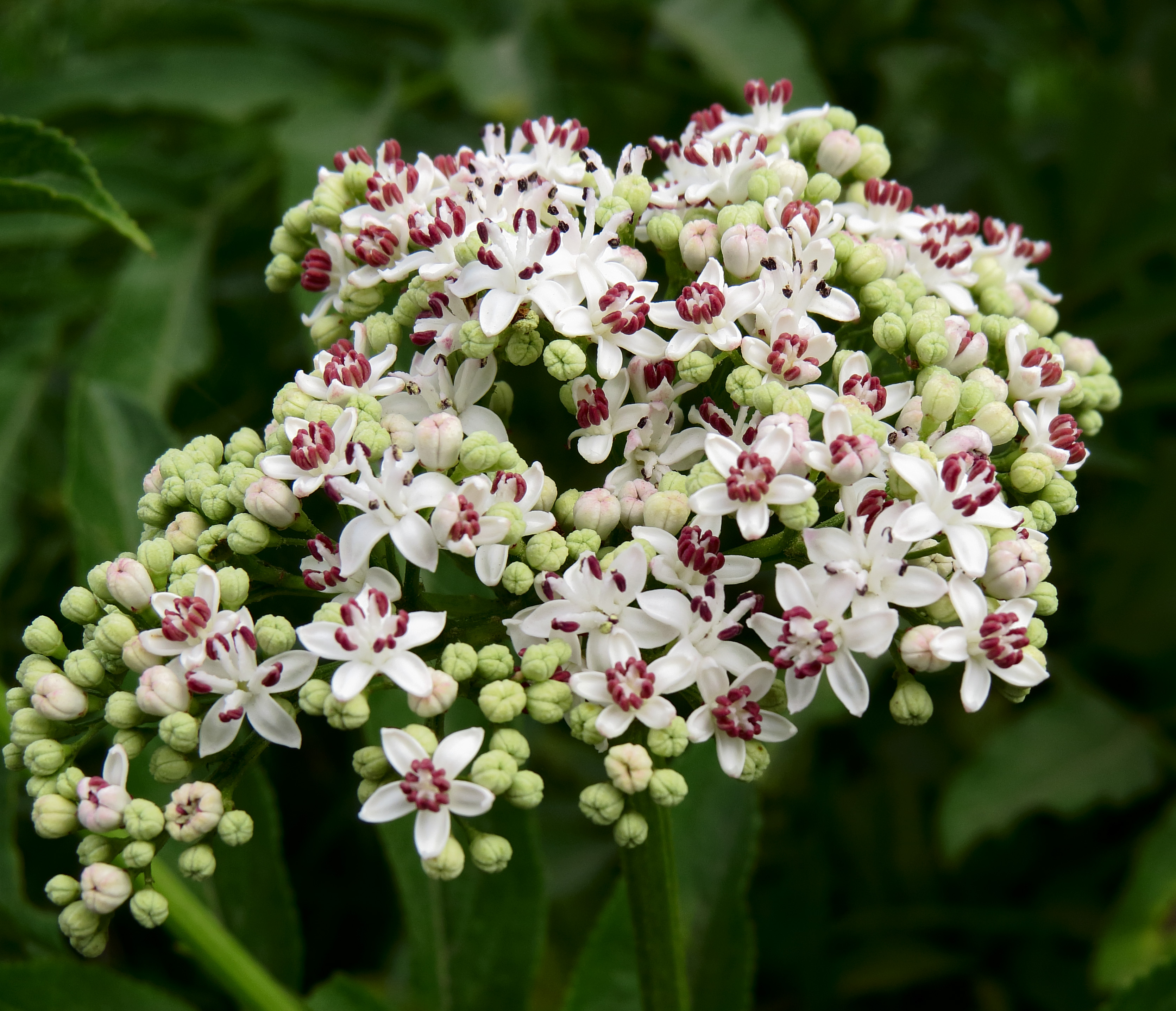
Blütenstand

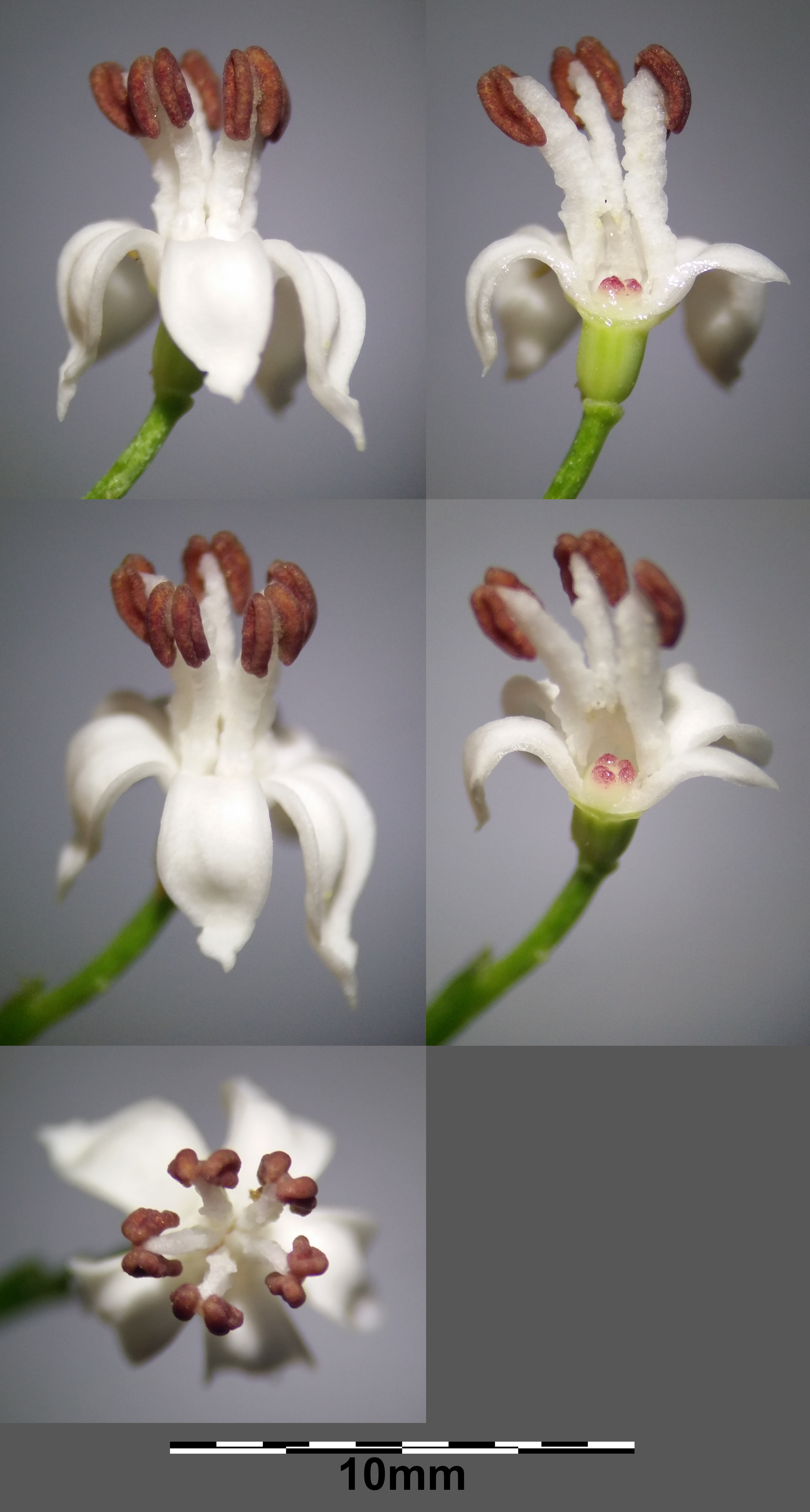
Ansichten einer einzelnen Blüte

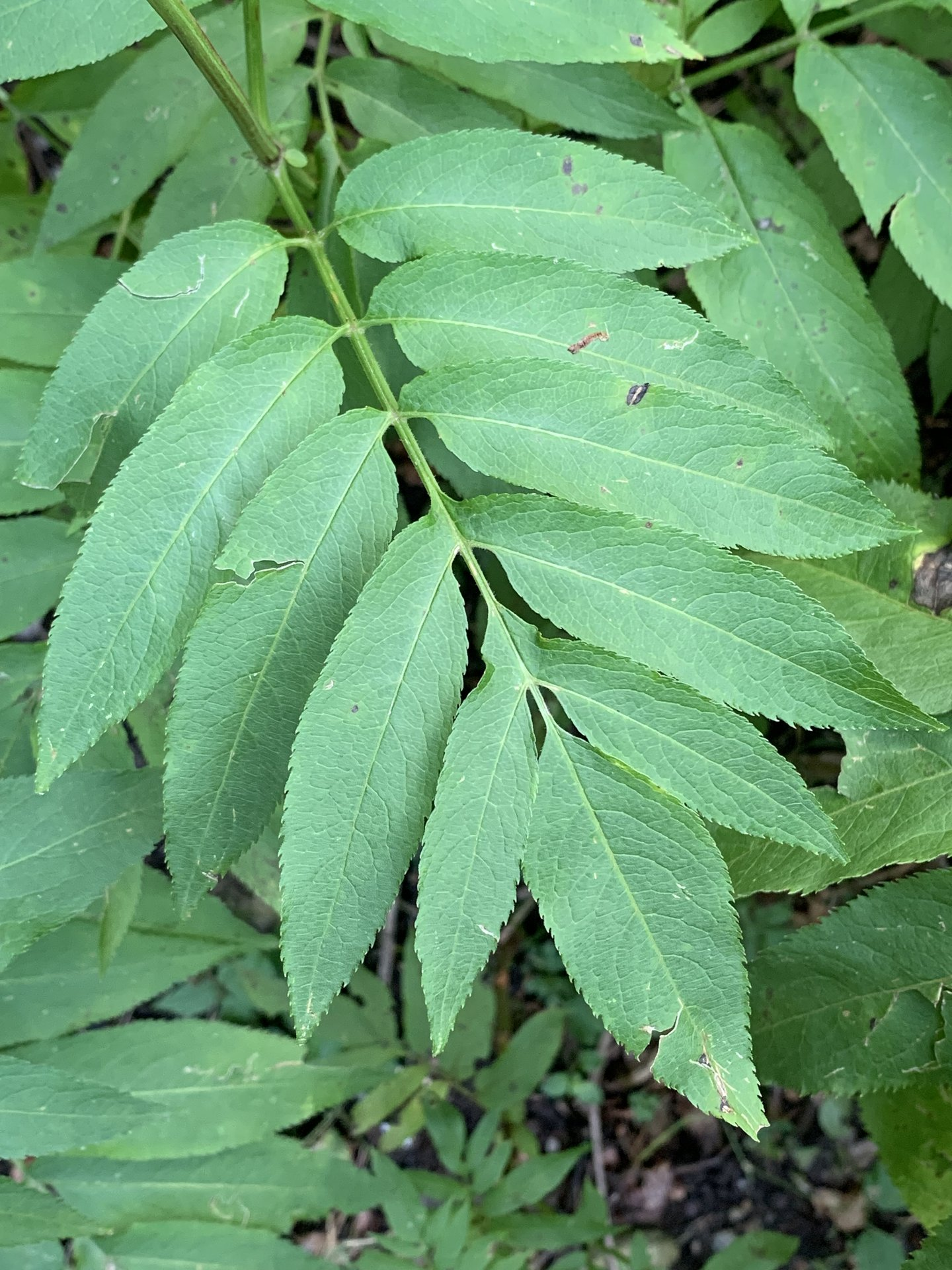
Oberseite eines Blatts

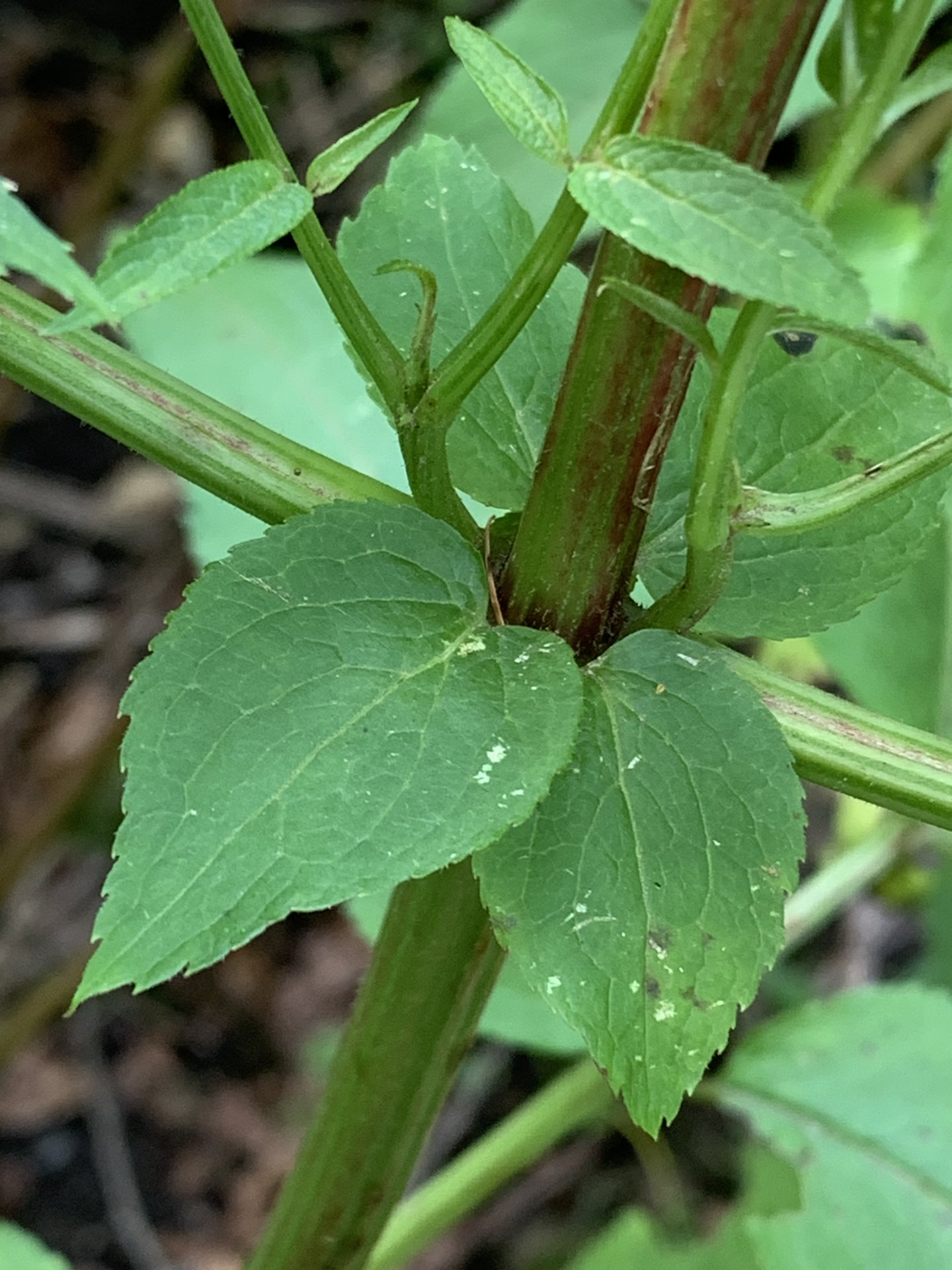
Nebenblätter

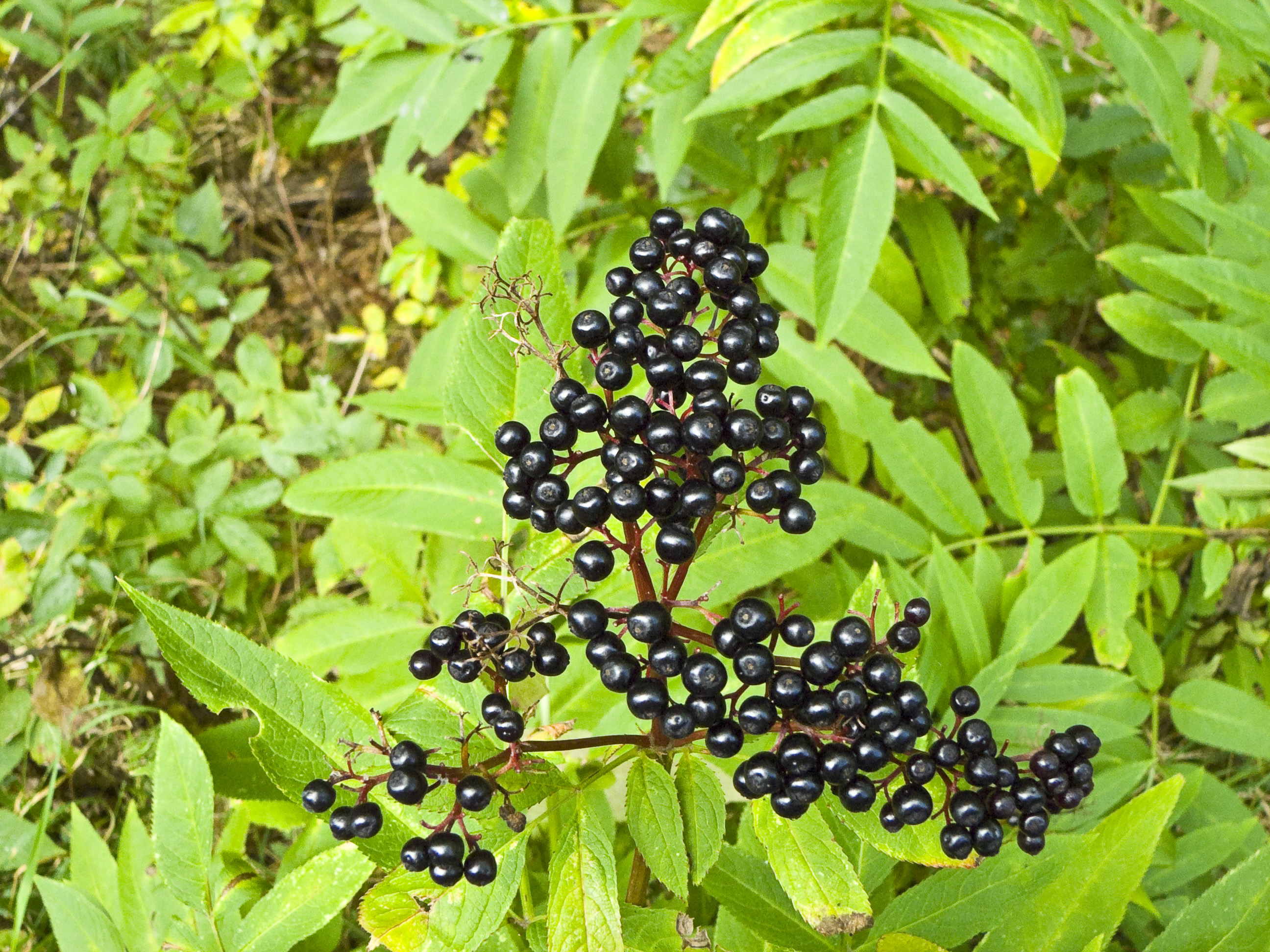
Früchte

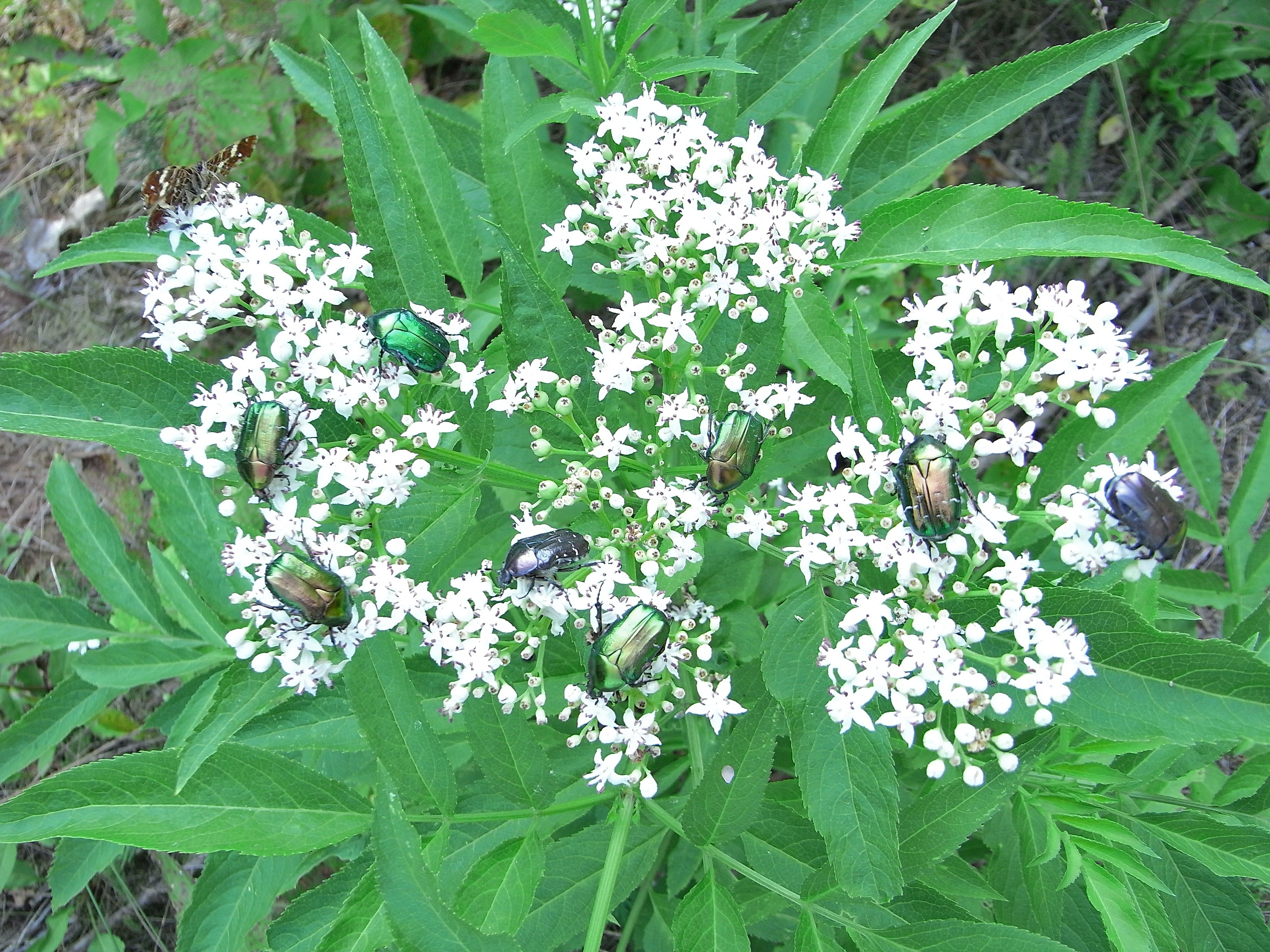
Der Pollen der Blüten wird gern von Rosenkäfern gefressen

### Vegetative Merkmale
Der Zwerg-Holunder ist eine ausdauernde, sommergrüne, krautige Pflanze, die Wuchshöhen von 50 bis 150 bzw. 200 Zentimeter erreicht und unterirdische Ausläufer bildet. Der gefurchte Stängel ist normalerweise unverzweigt. Die gegenständigen Blätter sind unpaarig gefiedert und bestehen aus fünf bis dreizehn lanzettlichen, 5 bis 16 Zentimeter langen und 1 bis 4,5 Zentimeter breiten, fein gesägten Fiederblättchen. Die Fiederblättchen besitzen einen schiefen Blattgrund. Sie sind kahl oder können auf der Blattunterseite flaumig behaart sein. Die auffälligen, lanzettlichen bzw. mehr oder weniger eiförmigen Nebenblätter sind laubblattartig und besitzen einen gesägten Blattrand.

### Generative Merkmale
Die Blütezeit reicht von Juni bis Juli bzw. bis August. Zahlreiche Blüten stehen in wenig gewölbten, doldenrispigen Blütenständen mit einem Durchmesser von 5 bis 16 Zentimetern zusammen. Die Blüten sind bei einem Durchmesser von etwa 5 bis 7 Millimetern radiärsymmetrisch. Die Blütenkrone ist weiß und selten auf der Außenseite rosa. Die Staubbeutel sind rot und färben sich später schwarz. Die Blüten duften nach bitteren Mandeln.
Als Früchte werden glänzend-schwarze, beerenartige Steinfrüchte gebildet. Sie besitzen einen Durchmesser von 5 bis 7 Millimeter und enthalten meist 3(4) Samen. Die Fruchtäste sind zur Reifezeit normalerweise violett oder purpurrot gefärbt.

### Sonstige Merkmale
Die Chromosomenzahl beträgt 2n = 36.
Der Zwerg-Holunder soll einen widerlichen Geruch besitzen.

## Vorkommen
Der Zwerg-Holunder kommt ursprünglich im Mittelmeerraum, im warmgemäßigten Europa bis einschließlich Mitteldeutschland sowie östlich bis zum nördlichen Iran und Turkmenien vor. Weiter kommt er im westlichen Nordafrika vor.
In Irland, Großbritannien, Dänemark, Schweden, den baltischen Staaten, Zypern und Teilen des westlichen Nordamerikas ist er ein Neophyt.
In Österreich kommt der Zwerg-Holunder in allen Bundesländern häufig bis zerstreut vor.
Der Zwerg-Holunder wächst an Gebüsch- und Waldrändern, auf Lichtungen und Ödland, auf frischen Waldschlägen und in ruderalen Staudenfluren. Im Tiefland tritt er nur vereinzelt auf, ebenso in kalkarmen Gebieten, sonst wächst er zerstreut und ist meist bestandsbildend. Er bevorzugt stickstoffreiche und basische Böden. Er ist eine Charakterart des Sambucetum ebuli aus dem Aegopodion-Verband, kommt jedoch auch in Gesellschaften des Atropion-Verbands vor.
In den Allgäuer Alpen steigt er in Vorarlberg am Hirschberg zwischen Oberer und Unterer Hirschbergalpe bis in eine Höhenlage von 1520 Meter auf.
Die ökologischen Zeigerwerte nach Ellenberg sind:
Lichtzahl: 8 = Halblicht- bis Volllichtpflanze; Temperaturzahl: 6 = Mäßigwärme- bis Wärmezeiger; Kontinentalitätszahl: 3 = ozeanisch bis subozeanisch; Reaktionszahl: 8 = Schwachsäure-/Schwachbasen- bis Basen- und Kalkzeiger; Feuchtezahl: 5 = Frischezeiger; Stickstoffzahl: 7 = Stickstoffreichtumzeiger; Salzzahl: 0 = nicht salzertragend; Schwermetallresistenz: - = nicht schwermetallresistent.

## Ökologie
Der Zwerg-Holunder ist ein Hemikryptophyt, der sich durch Samen und vegetativ durch sein Ausläufer bildendes Rhizom vermehrt.
Die Blüten sind Scheibenblumen mit freiliegendem Nektar. Die Bestäubung der zwittrigen Blüten erfolgt normalerweise durch Insekten, wie Käfer, Fliegen, Schwebfliegen, Wespen und mittelrüsselige Bienen.

## Inhaltsstoffe, Giftigkeit

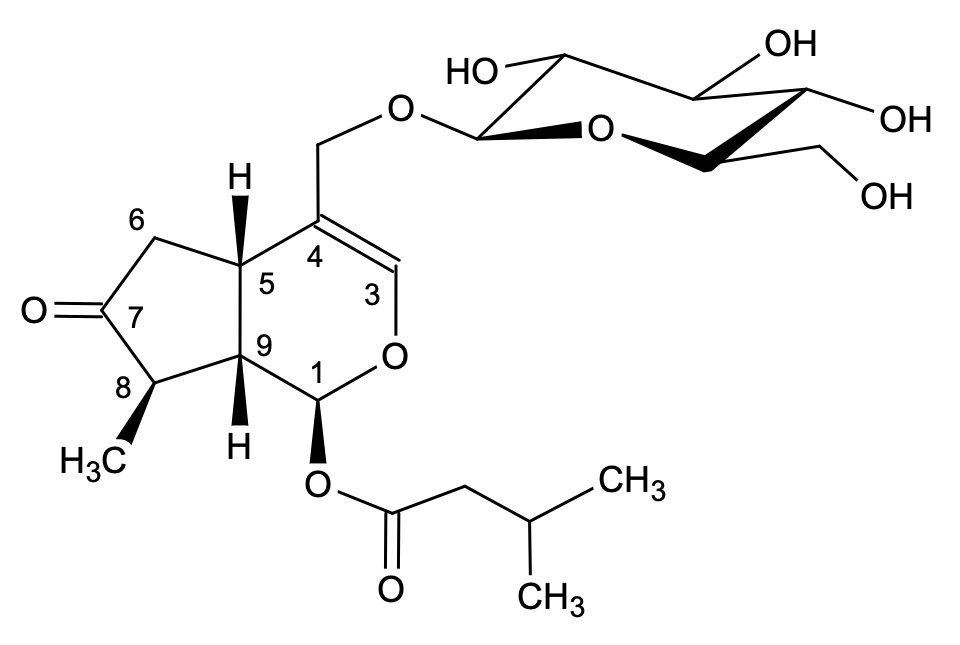
Ebulosid

Die Hauptwirkstoffe in den Früchten sind ein giftiger Bitterstoff mit den beiden Esteridoidglykosiden Ebulosid und Isoswerosid, daneben Kaffeesäure, p-Cumarsäure und Spuren eines Blausäureglykosids. Aus dem methanolischen Extrakt der Wurzel wurden 14 Substanzen isoliert, unter anderem Ebulosid als Hauptinhaltsstoff, 7-Hydroxyebulosid, 6´-O-β-D-Apiofuranosylebulosid, Isoswerosid, Secoebolosid, Morronisid und Koaburasid.
Alle Pflanzenteile sind giftig, besonders jedoch die Samen der schwarzen Beeren. Die akute Toxizität der Wurzel liegt im ungefährlichen Bereich und ist während der Blütezeit am größten.
Bei der Aufnahme von Früchten traten spontanes Erbrechen, Übelkeit und Durchfall auf; auch tödliche Vergiftungen sind bekannt.

## Verwendung als Heilpflanze
Der Zwergholunder gilt als wassertreibend, schweißtreibend und abführend. Die Anwendungsgebiete sind Wassersucht und Rheumatismus. Der arzneilich verwendete Pflanzenteil ist die Wurzel, die als Zwergholunderwurzel bzw. Ebuli radix (früher: Radix ebuli, auch Attichwurz) bezeichnet wird. Allerdings wird der Zwergholunder heute wohl kaum mehr als Heilpflanze genutzt.
Früher wurde der Zwerg-Holunder (auch Attich, gelegentlich auch Attig oder Atig; lateinisch in der Spätantike ebulum, später, vielleicht mit gallisch odocus „Attich“ verwandtem, ebulus und seltener sambucus, sowie cameactus bzw. cameactis genannt) als schädliche Körpersäfte abführendes Heilmittel angesehen, das bereits im Altertum (so in der Medicina antiqua) unter anderem bei Nierensteinen, Milzschmerzen, Schlangenbiss und Wassersucht eingesetzt wurde.

## Verwendung als Zier- und Nutzpflanze
Der Zwerg-Holunder wird als Zierpflanze verwendet und zur Dünenbefestigung gepflanzt.